# Amegilla fallax
Amegilla fallax är en biart som först beskrevs av Smith 1879.  Amegilla fallax ingår i släktet Amegilla och familjen långtungebin. Inga underarter finns listade i Catalogue of Life.